# リベリア自由同盟党
リベリア自由同盟党（Freedom Alliance Party of Liberia、略称:FAPL）は、リベリアの政党。
2005年10月11日の総選挙（Liberia elections, 2005）に候補者を擁立したが、議席を得ることはできなかった。大統領選挙に候補者としてマーガレット・トール＝トンプソン（Margaret Tor-Thompson）を擁立したが得票率0.9パーセントに終わった。2009年現在、上下両院に議席を得ていない。